# سیارک ۲۵۸۵
سیارک ۲۵۸۵ (به انگلیسی: 2585 Irpedina، نامگذاری:1979OJ15) دو هزار و پانصد و هشتاد و پنجمین سیارک کشف شده‌است که در ۲۱ ژوئیه ۱۹۷۹ کشف شد.
قدر مطلق سیارک برابر ۱۲٫۵۰ است.